# Gunungidia xanthina
Gunungidia xanthina är en insektsart som beskrevs av Li 1990. Gunungidia xanthina ingår i släktet Gunungidia och familjen dvärgstritar. Inga underarter finns listade i Catalogue of Life.